# Кларк, Эдвард Даниэль
Эдвард Дэниел Кларк (англ. Edward Daniel Clarke, 5 июня 1769[…], Суссекс, Юго-Восточная Англия — 9 марта 1822, Лондон) — английский учёный, путешественник и писатель.

## Биография
Он был сыном писателя и внуком археолога, специализировался на минералогии и стал доктором Кембриджского университета. В 1799 году, в возрасте тридцати лет, в качестве компаньона аристократа Дж. М. Криппса он объездил большую часть Европы: Скандинавию, Украину, Османскую империю, Константинополь, Кипр, Святую Землю, Египет, Центральную Грецию и Балканский полуостров. В 1804 году он вернулся в Лондон и позже был рукоположён в сан англиканского священника. Неутомимый и наблюдательный, Кларк стал свидетелем многих важных событий своего времени, о которых он упоминает в своей хронике. Первое издание его Travels было опубликовано в шести томах между 1810 и 1823 годами и включало сто восемьдесят пять гравюр.
Учился в Кембридже и, начиная с 1790 года, совершил ряд путешествий, в том числе посетив Российскую империю, включая Финляндию и Область Войска Донского. Также путешествовал по Кубани, Крыму и южным областям Украины (в частности, в своих мемуарах содержатся сведения о быте украинских селян). Был профессором минералогии в Кембридже. Химические исследования привели его к изобретению паяльной трубки для стекла. Посетив Фракию и Македонию, он, с целью минералогических исследований, совершил поездку по Болгарии, Валахии и Венгрии.
Результатом поездок стали, в том числе, мраморные скульптуры, подаренные кембриджской библиотеке. В их числе и колоссальная[какая?] статуя Деметры из Элевсина, описанная в его статье 1803 года; а также саркофаг с надписью на трёх языках, ошибочно принятый Кларком за гробницу Александра Великого.
Рукописи на древнегреческом и некоторых древневосточных языках, собранные Кларком, были приобретены Оксфордским университетом. В их числе и обнаруженный на Патмосе знаменитый[чем?] кодекс Платона.

## Труды
- «The tomb of Alexander, a dissertation on the sarcophagus brought from Alexandria, as now in the British Museum» (London, 1805);
- Travels in various countries of Europe Asia and Africa. Part the First Russia, Tartary and Turkey… Part the Second Greece Egypt and the Holy Land… London, Cadell and Davies, 1810—23.